# Aradio Rufino (praefectus urbi 376)

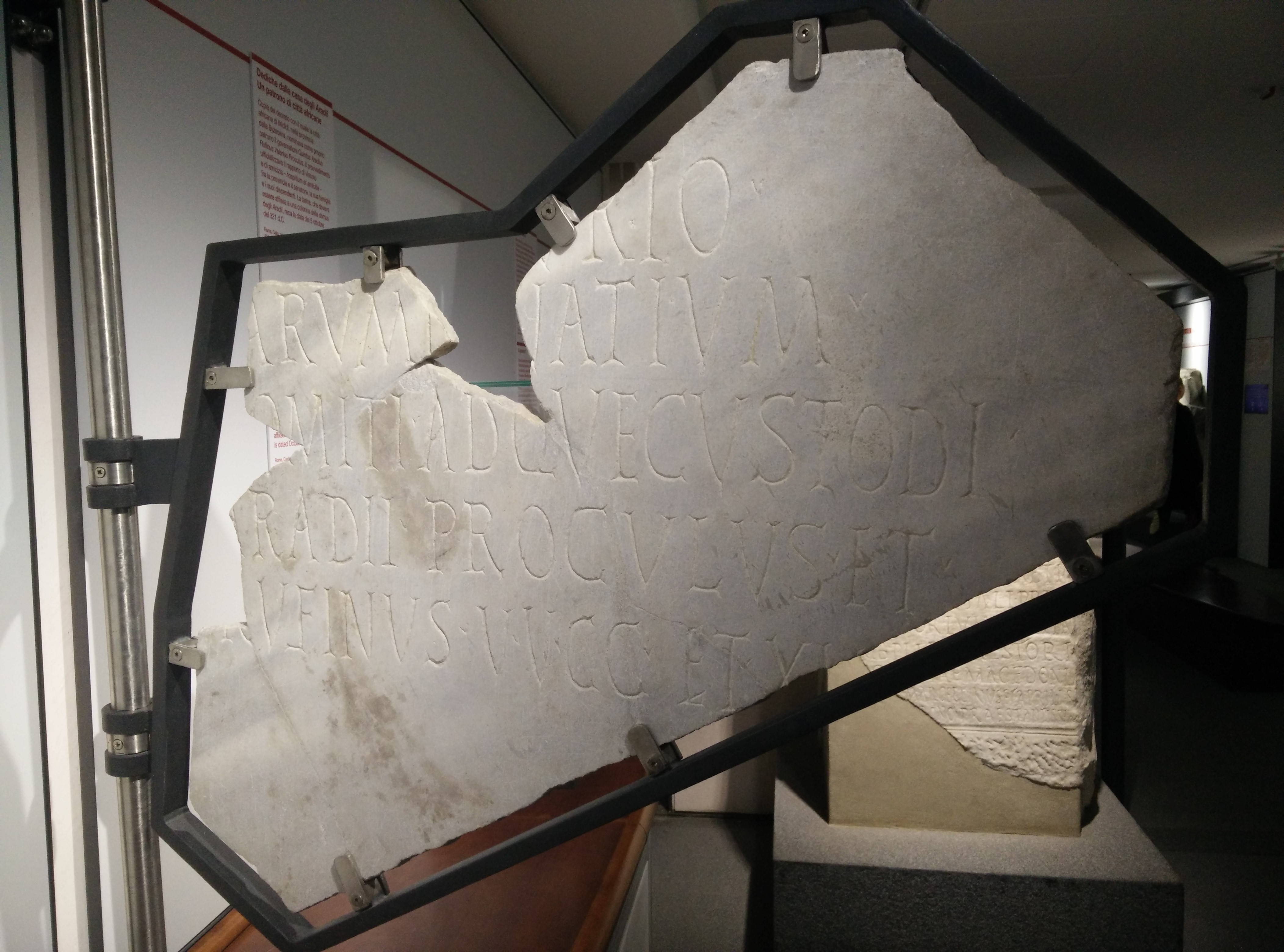
Lapide con dedica a Mercurio eretta da Aradio Proculo e da Aradio Rufino. Dalla casa degli Aradii, tra Porta Metronia e Porta Latina (località Monte d'Oro, zona ex-villa Grandi)

Aradio Rufino (in latino Aradius Rufinus; fl. 362-373) è stato un funzionario romano.

## Biografia
Nativo di Roma, Rufino era probabilmente nipote dell'omonimo console del 311 e figlio di Lucio Aradio Valerio Proculo, console del 340. Pagano, era un uomo di grande cultura, che conosceva sia il greco che il latino.
Nel tardo 362 fu inviato come ambasciatore - insieme a Lucio Turcio Aproniano Asterio, a Clodio Ottaviano e a Volusio Venusto - presso l'imperatore Giuliano ad Antiochia. Quando, dopo il febbraio del 363, il comes Orientis Giuliano (lo zio dell'imperatore) morì, Rufino fu nominato a succedergli; Rufino si recò anche in Mesopotamia per aiutare Giuliano. Nel 364, dopo la morte di Giuliano, era ancora in carica; visitò infatti il tempio di Asclepio a Tarso. Ricevette numerose lettere dal retore antiocheno Libanio, che gli dedicò anche un panegirico.
Nel 376 è attestato in carica come praefectus urbi di Roma.
Nel 401/402 era già morto; le sue figlie avevano possedimenti in Apulia.